# Famille Wiggum
 (avril 2024).
Si vous disposez d'ouvrages ou d'articles de référence ou si vous connaissez des sites web de qualité traitant du thème abordé ici, merci de compléter l'article en donnant les références utiles à sa vérifiabilité et en les liant à la section « Notes et références ».
La famille Wiggum est une famille fictive de la série animée télévisée Les Simpson.

## Clancy Wiggum
Clancy Wiggum est un personnage fictif de la série Les Simpson. Il est le père de Ralph Wiggum et le mari de Sarah Wiggum.
Le chef Clancy Wiggum est le stéréotype du policier « bouffeur » de donuts élevé aux sommets de l'absurde, fainéant, gourmand, stupide, et surtout, totalement incompétent. Dans un épisode  le maire Quimby déclare que s'il avait voulu que la loi règne dans Springfield il n'aurait pas nommé Wiggum chef de la police, ce dernier entend la remarque et dit à son fils Ralph : « T'entends ça Ralphie ? Le maire connaît papa ! »
Dans Flic de choc, Homer devenu policier crie « Je donne mon insigne au premier venu » et Clancy, qui était viré, apparaît en disant « C'est marrant, c'est comme ça que je l'ai eu la première fois » en récupérant son insigne.
Il a une figure porcine — à savoir que le porc (pig) est un mot d'argot américain pour désigner un officier de police.
Il est en général accompagné de deux autres policiers aussi stupides et incapables que lui, Eddie et Lou, bien que ce dernier soit un peu plus perspicace, interrompant souvent son chef pour lui signaler ses erreurs. Wiggum ne crache jamais sur un pot-de-vin.
Jeune, il avait des problèmes d'asthme et d'acné. Son asthme disparaîtra quand Wiggum inhalera les produits — normalement dangereux — du laboratoire de Charles Montgomery Burns où il travaillait comme garde et que des hippies dirigés par Mona Simpson avaient détruit mais son acné persistera.
Lors de l'épisode des séries dérivées des Simpson, il a sa propre série, où il entame une carrière de PI (détective privé) à La Nouvelle-Orléans.
Son père, Iggy Wiggum (né Igor Wiggum), faisait partie de la compagnie d'Abraham Simpson, « Les Poissons Diables », durant la Seconde Guerre mondiale. Ils semblent tous deux originaires de Baltimore et vendeurs de rubans (épisode 9, saison 16). Iggy est mort en 1979 dans un accident de parade de chars des anciens combattants.
Il a un cousin prénommé Mark qui est allé à la Pennsylvania State University. Selon Clancy, c'est un gros gamin qui joue beaucoup à Tétris. Il a également une sœur prénommée Lucy, complètement chauve, et un frère qui, après avoir fréquenté l'école militaire, est sans doute devenu fou (il possède et exploite une célèbre grotte).
Il a aussi un oncle qui est mort d'une « braguettonie » : Dans l'épisode Pour l'amour de Lisa, Wiggum voyant un point rouge entre les jambes de Skinner (qui est en fait le laser offert à Lisa par Bart pour son anniversaire), il lui dit que son oncle est mort de cette maladie.
Wiggum peut être vu comme un contre-policier de série télévisée très populaire aux États-Unis. Son allure fait penser à Hooker avec plusieurs kilogrammes en plus. Lou, son adjoint, peut être vu comme le plus intelligent de la bande. Eddie est le plus proche de Wiggum, il n'est pas plus intelligent, mais pas aussi stupide et attardé que son chef. Dans les dernières saisons, les Simpson font dans certains cas une parodies des Experts et autres séries comme Numbers.
Dans l'épisode Le Quatuor d'Homer, on apprend que Clancy a fait partie du groupe Les Bémols (Les Sidièses dans la version québécoise) avant d’être remplacé par Barney Gumble.
Dans l'épisode 9 de la saison 24 Homer Goes to Prep School, le dessin de ses yeux est changé, ses yeux sont devenus de forme ovale.
Dans l’épisode L'Échelle de Flanders, on apprend qu’il a 3 ans de plus qu’Homer.

## Sarah Wiggum
Sarah Wiggum, Kanickee étant son nom de jeune fille, est un personnage très secondaire de la série puisqu'elle n'apparaît que très rarement (sauf lors de rassemblement entre Springfieldiens). C'est une femme au foyer sans histoire qui est aussi stupide que sa petite famille. Elle a rencontré son mari, c’est-à-dire le Chef Wiggum, lorsque celui-ci l'avait arrêtée. Il paraît évident que cette arrestation n'était qu'un prétexte pour parler avec Sarah. Elle avait un frère, qui s'est suicidé.
Selon les dires de Ralph, Sarah serait alcoolique. On peut la voir lors des réunions des Alcooliques anonymes.
Lorsque Homer empêche que « I love you Manjula » soit écrit jusqu'au bout dans le ciel de Springfield, Sarah prend la tache qui suit « I love you » pour un bonhomme Pillsbury, c'est-à-dire le surnom que lui donne son mari. Dans l'épisode 17 de la saison 32 on en apprend plus sur son passé et sur sa vraie personnalité.

## Ralph Wiggum
Ralph Wiggum est un personnage fictif de la série télévisée d'animation Les Simpson. Il est surtout connu comme le personnage excentrique de la série, fameux pour ses commentaires absurdes et son comportement irrégulier. Ses lignes de dialogues portent, dans la plupart des cas, sur le non-sens, ou sur des interprétations étranges de ce qui se passe, et sur des déclarations surprenantes qui irritent les gens. Pour cette raison, Ralph est légèrement mis à l'écart par ses pairs, bien qu'il semble être en bonne relation avec un grand nombre de personnages principaux comme Bart, Lisa et Milhouse. Ralph met souvent son doigt dans le nez et mange parfois n'importe quoi. Il dit souvent : « Je suis spécial ! » (« I'm special! »), sûrement pour répéter ce que lui disent les adultes face à son comportement.
Fils de Clancy Wiggum et de Sarah Wiggum, Ralph est aimable et a généralement de bonnes intentions, mais il souffre très probablement de difficultés d'apprentissage, de psychoses - il entend parfois un lutin vert aux couleurs de l'Irlande qui lui dit de « tout brûler » -, peut-être d'autisme ou bien d'une autre forme de maladie mentale infantile, la nature de sa mentalité est toutefois maintenue ambiguë. Comme la plupart des personnages de la série, il peut ne pas être aussi simple qu'il semble l'être à première vue, comme le démontre son immense potentiel d'interprète.
L'épisode J'aime Lisa, est consacré à Ralph. Étant seul à la Saint-Valentin, Lisa prend pitié de lui et décide de lui offrir une carte. Ralph tombe alors amoureux d'elle et aura le cœur brisé lorsqu'elle annoncera à la télévision qu'elle ne l'aime pas. On remarque alors dans cet épisode que malgré  son excentricité, il interprète merveilleusement bien le rôle de George Washington qu'il joue dans une pièce de l'école.
La Clé magique est un autre épisode où Ralph est l'un des personnages principaux. Dans cet épisode, Marge veut que Bart et Ralph soient amis. Bart refuse mais finit par accepter lorsqu'il découvre que le père de Ralph possède le passe-partout de Springfield.
Dans l'épisode Tous les goûts sont permis, il envoie la recette de son "Sandwich aux crayons grillés" au concours de cuisine Tatie sort du four. Celui-ci ne sera forcément pas retenu. Clancy y goutta pour faire plaisir à son fils et Ralph demanda si son père sentait le goût des punaises.
Dans la bande annonce du film des Simpson on le voit dans le chiffre 0 de l'insigne de 20th Century Fox et il crie les dernières notes du thème. Également dans ce film, on apprend qu'il pourrait être homosexuel. En effet, en voyant Bart faire du skateboard nu, il déclare « j'aime les hommes maintenant », bien que l'on puisse mettre cela sur le compte des phrases farfelues qu'il dit parfois.
Ralph a été élu président des États-Unis car Homer Simpson leur avait demandé de tous voter pour lui. Alors qu'il fait semblant de ne rien comprendre à sa fonction (il dira des phrases comme « L'étranger c'est danger ») mais avouera à Lisa qu'en fait il berne tout le monde car dans son plan tout le monde est tellement occupé à essayer de comprendre ce qu'il décide qu'ils ne penseront plus. Il proposera même à Lisa d'être sa première dame, et cette dernière déclarera avec joie que « c'est une idée qui lui plaît », cependant il est probable que ce soit de l'idée d'avoir un poste élevé dans l'État qu'elle parle et non du fait de se marier avec Ralph.

## Arbre généalogique
|                |                |                |                |                |                |  |  |                 |                 |                 |                 |                 |                 |                            |                            |                            |                            |                            |                            |                    |                    |                    |                    |                    |                    |            |            |            |            |             |             |             |             |             |             |  |  |  |  |  |  |  |  |                    |                    |                    |                    |                    |                    |
|                |                |                |                |                |                |  |  |                 |                 |                 |                 |                 |                 |                            |                            |                            |                            |                            |                            |                    |                    |                    |                    |                    |                    |            |            |            |            |             |             |             |             |             |             |  |  |  |  |  |  |  |  |                    |                    |                    |                    |                    |                    |
|                |                |                |                |                |                |  |  |                 |                 |                 |                 |                 |                 | Igor "Iggy" Wiggum (†1979) | Igor "Iggy" Wiggum (†1979) | Igor "Iggy" Wiggum (†1979) | Igor "Iggy" Wiggum (†1979) | Igor "Iggy" Wiggum (†1979) | Igor "Iggy" Wiggum (†1979) |                    |                    |                    |                    |                    |                    | Mme Wiggum | Mme Wiggum | Mme Wiggum | Mme Wiggum | Mme Wiggum  | Mme Wiggum  |             |             |             |             |  |  |  |  |  |  |  |  | Mr Wiggum          | Mr Wiggum          | Mr Wiggum          | Mr Wiggum          | Mr Wiggum          | Mr Wiggum          |
|                |                |                |                |                |                |  |  |                 |                 |                 |                 |                 |                 | Igor "Iggy" Wiggum (†1979) | Igor "Iggy" Wiggum (†1979) | Igor "Iggy" Wiggum (†1979) | Igor "Iggy" Wiggum (†1979) | Igor "Iggy" Wiggum (†1979) | Igor "Iggy" Wiggum (†1979) |                    |                    |                    |                    |                    |                    | Mme Wiggum | Mme Wiggum | Mme Wiggum | Mme Wiggum | Mme Wiggum  | Mme Wiggum  |             |             |             |             |  |  |  |  |  |  |  |  | Mr Wiggum          | Mr Wiggum          | Mr Wiggum          | Mr Wiggum          | Mr Wiggum          | Mr Wiggum          |
|                |                |                |                |                |                |  |  |                 |                 |                 |                 |                 |                 |                            |                            |                            |                            |                            |                            |                    |                    |                    |                    |                    |                    |            |            |            |            |             |             |             |             |             |             |  |  |  |  |  |  |  |  |                    |                    |                    |                    |                    |                    |
|                |                |                |                |                |                |  |  |                 |                 |                 |                 |                 |                 |                            |                            |                            |                            |                            |                            |                    |                    |                    |                    |                    |                    |            |            |            |            |             |             |             |             |             |             |  |  |  |  |  |  |  |  |                    |                    |                    |                    |                    |                    |
| Fred Kannickee | Fred Kannickee | Fred Kannickee | Fred Kannickee | Fred Kannickee | Fred Kannickee |  |  | Sarah Kannickee | Sarah Kannickee | Sarah Kannickee | Sarah Kannickee | Sarah Kannickee | Sarah Kannickee |                            |                            |                            |                            |                            |                            | Chef Clancy Wiggum | Chef Clancy Wiggum | Chef Clancy Wiggum | Chef Clancy Wiggum | Chef Clancy Wiggum | Chef Clancy Wiggum |            |            |            |            | Lucy Wiggum | Lucy Wiggum | Lucy Wiggum | Lucy Wiggum | Lucy Wiggum | Lucy Wiggum |  |  |  |  |  |  |  |  | Cousin Mark Wiggum | Cousin Mark Wiggum | Cousin Mark Wiggum | Cousin Mark Wiggum | Cousin Mark Wiggum | Cousin Mark Wiggum |
| Fred Kannickee | Fred Kannickee | Fred Kannickee | Fred Kannickee | Fred Kannickee | Fred Kannickee |  |  | Sarah Kannickee | Sarah Kannickee | Sarah Kannickee | Sarah Kannickee | Sarah Kannickee | Sarah Kannickee |                            |                            |                            |                            |                            |                            | Chef Clancy Wiggum | Chef Clancy Wiggum | Chef Clancy Wiggum | Chef Clancy Wiggum | Chef Clancy Wiggum | Chef Clancy Wiggum |            |            |            |            | Lucy Wiggum | Lucy Wiggum | Lucy Wiggum | Lucy Wiggum | Lucy Wiggum | Lucy Wiggum |  |  |  |  |  |  |  |  | Cousin Mark Wiggum | Cousin Mark Wiggum | Cousin Mark Wiggum | Cousin Mark Wiggum | Cousin Mark Wiggum | Cousin Mark Wiggum |
|                |                |                |                |                |                |  |  |                 |                 |                 |                 |                 |                 |                            |                            |                            |                            |                            |                            |                    |                    |                    |                    |                    |                    |            |            |            |            |             |             |             |             |             |             |  |  |  |  |  |  |  |  |                    |                    |                    |                    |                    |                    |
|                |                |                |                |                |                |  |  |                 |                 |                 |                 |                 |                 | Ralph Wiggum               |                            |                            |                            |                            |                            |                    |                    |                    |                    |                    |                    |            |            |            |            |             |             |             |             |             |             |  |  |  |  |  |  |  |  |                    |                    |                    |                    |                    |                    |

## Anecdotes
Le groupe local de Baltimore, « Mister Black » a créé une chanson hommage à Ralph intitulée Ralph Wiggum. « The Bloodhound Gang » en a également fait une intitulée Ralph Wiggum.
Lors de sa première apparition dans la série, Ralph n'était pas associé à la famille Wiggum. Les scénaristes voulaient en faire une sorte de mini-Homer. Finalement, ils ont décidé qu'il serait parfait dans le rôle du fils du chef de la police.
Matt Groening a déclaré que Ralph Wiggum était son personnage secondaire préféré.